# Hauptstrasse 296.1
Die Hauptstrasse 296.1 ist eine Hauptstrasse im Schweizer Kanton Aargau. Die Route hat eine grosse Bedeutung im Ostaargauer Verkehrsnetz als Verbindung zwischen den Siedlungen im Gebiet «Wasserschloss» und der Autobahn A1 (sowie A3).
Im Aargauer Kantonsstrassennetz entsprechen die einzelnen Abschnitte der Hauptstrasse den Kantonsstrassen K438, K439, K440, K117 (Teilabschnitt) und K272. Die Strecke ist in die Klasse 1 der Hauptverkehrsstrassen eingestuft.

## Beschreibung
Die 10,4 Kilometer lange Strasse führt von Untersiggenthal über Turgi, einem Ortsteil von Baden, und weiter über Gebenstorf und Birmenstorf nach Dättwil, einem anderen Ortsteil von Baden. Die Strasse zweigt in Untersiggenthal von der Hauptstrasse 295 ab, verläuft in Gebenstorf ein Stück weit zusammen mit der Hauptstrasse 3, hat in Dättwil einen Anschluss an die Autobahn A1 und erreicht kurz danach die Hauptstrasse 279. Der letzte Abschnitt der Hauptstrasse bildet den Zubringer «Baden West» zur Autobahn und erschliesst auch die Zufahrt zum Kantonsspital Baden sowie das BBC-Forschungszentrum «Segelhof».
Die Hauptstrasse überquert die Limmat mit der 1978 errichteten Schöneggbrücke.
Bei Gebenstorf und Birmenstorf bildet der Strassenverlauf den östlichen Rand eines Teils des Landschaftsschutzgebiets «Reusslandschaft», das im Bundesinventar der Landschaften und Naturdenkmäler von nationaler Bedeutung verzeichnet ist.
Im Gebiet Weiermatt bei Birmenstorf und Dättwil befindet sich seit 2005 eine 40 Meter breite Grünbrücke, mit der die von den grossen Strassen zerschnittene bedeutende Wildtierpassage AG-R07 zwischen den Waldrevieren Altrütene-Langholz und Ötlisberg ökologisch aufgewertet wurde.
Auf einigen Abschnitten sind auf der Fahrbahn Radstreifen markiert. Um 2005 baute der Kanton Aargau bei Birmenstorf einen Radweg neben der Strasse. Diese Strecke bildet einen Abschnitt des überregionalen Velowanderwegs Nr. 5 «Mittelland-Route».

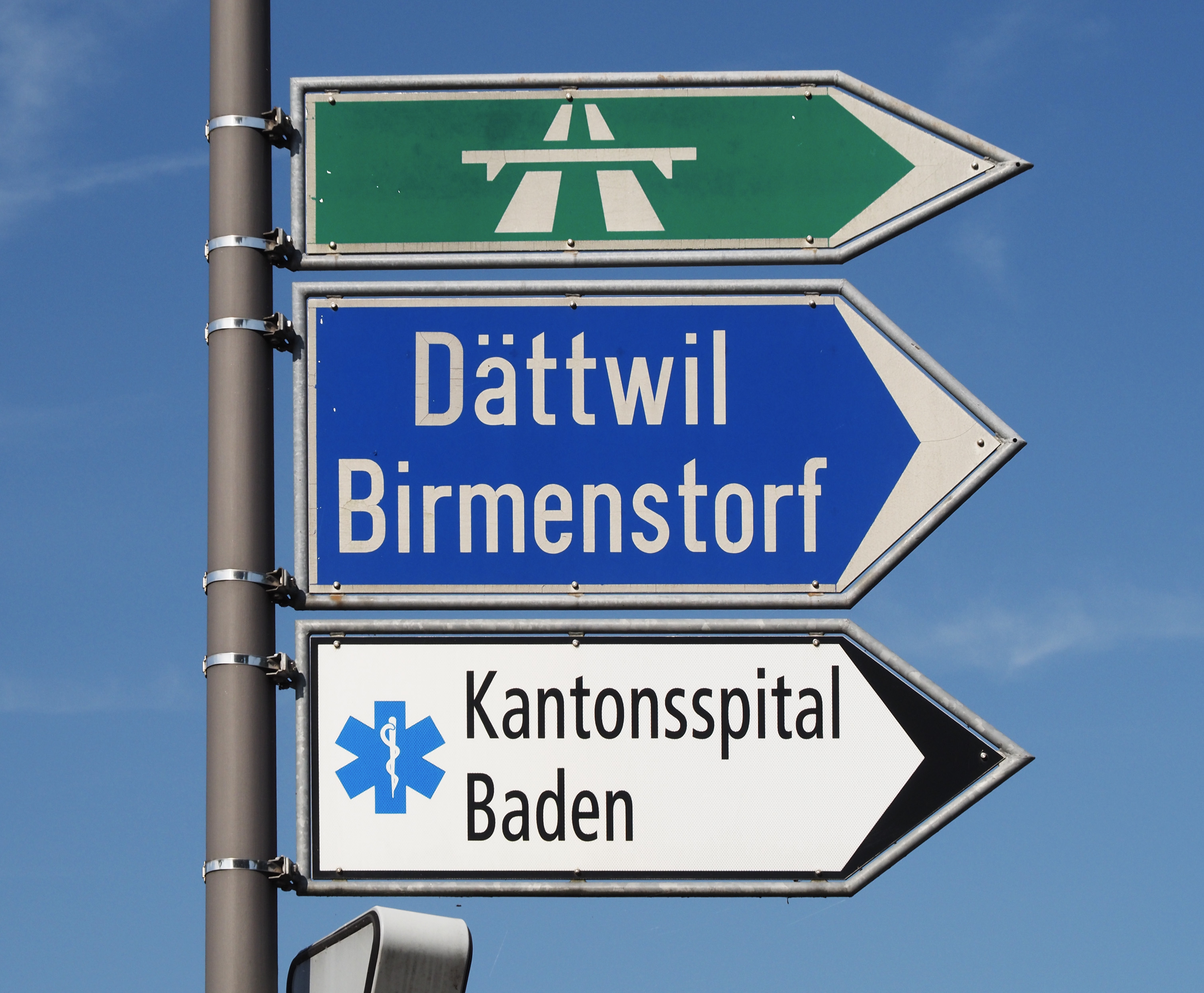
Wegweiser in Gebenstorf
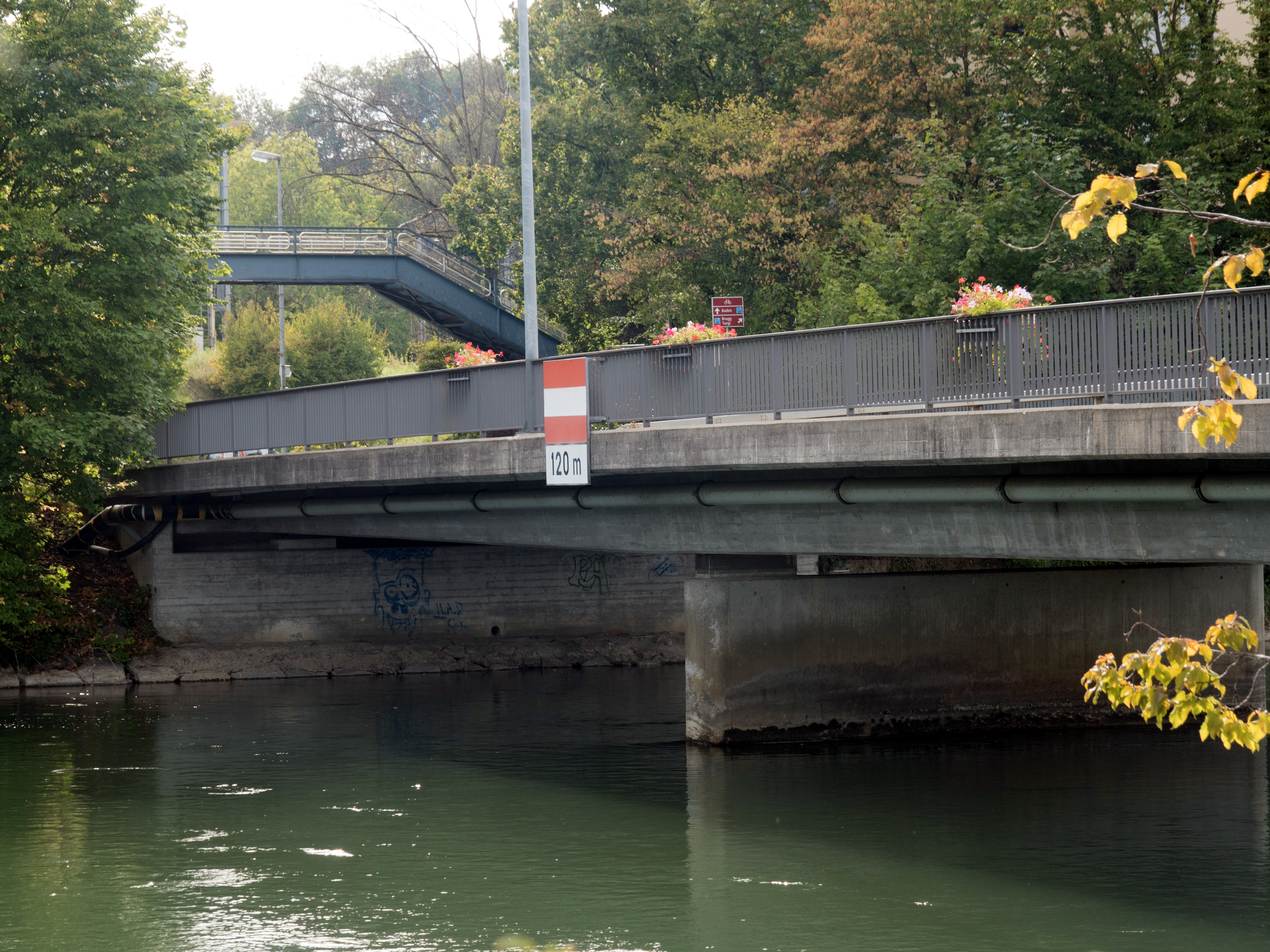
Schöneggbrücke
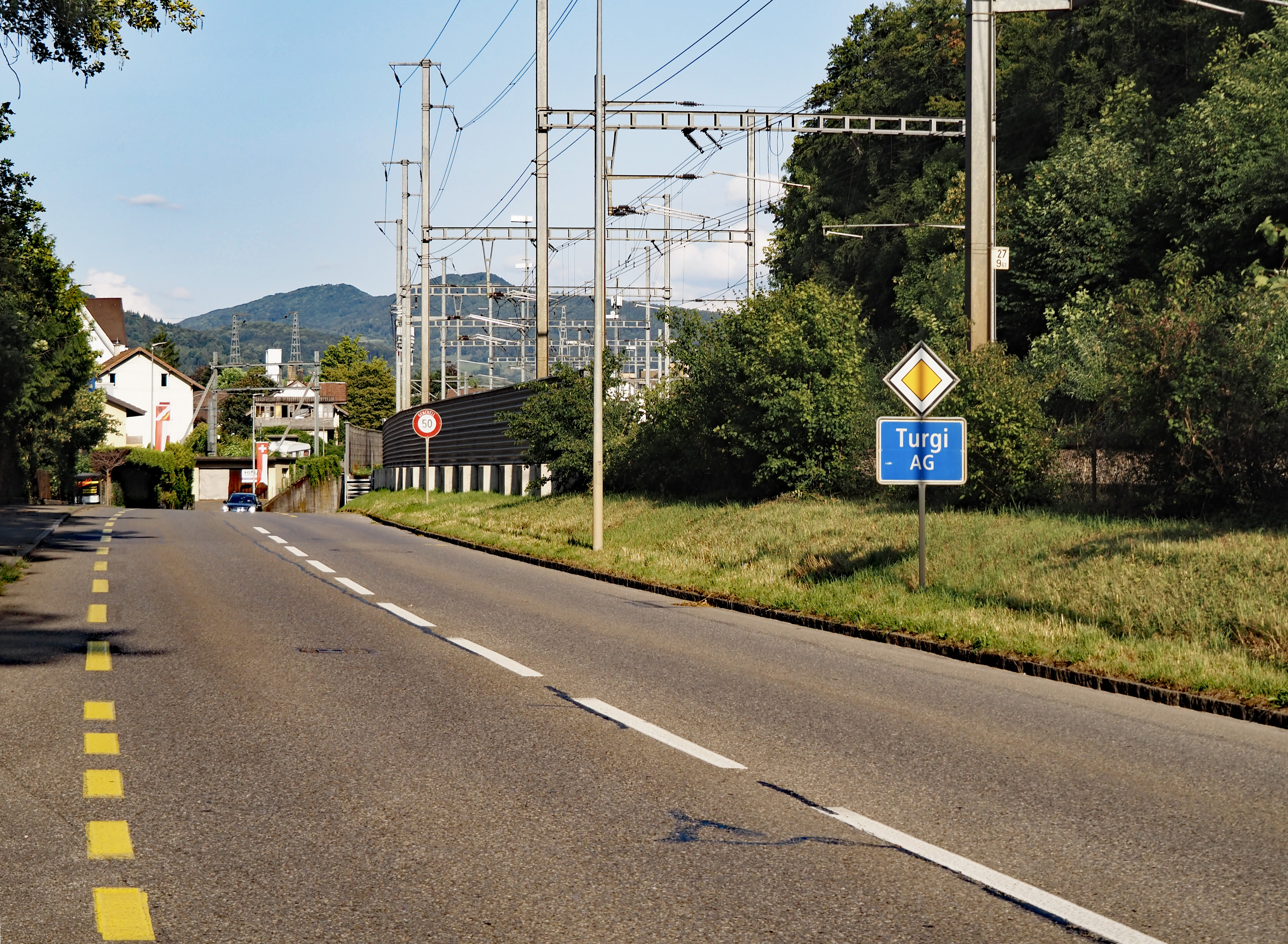
Turgi
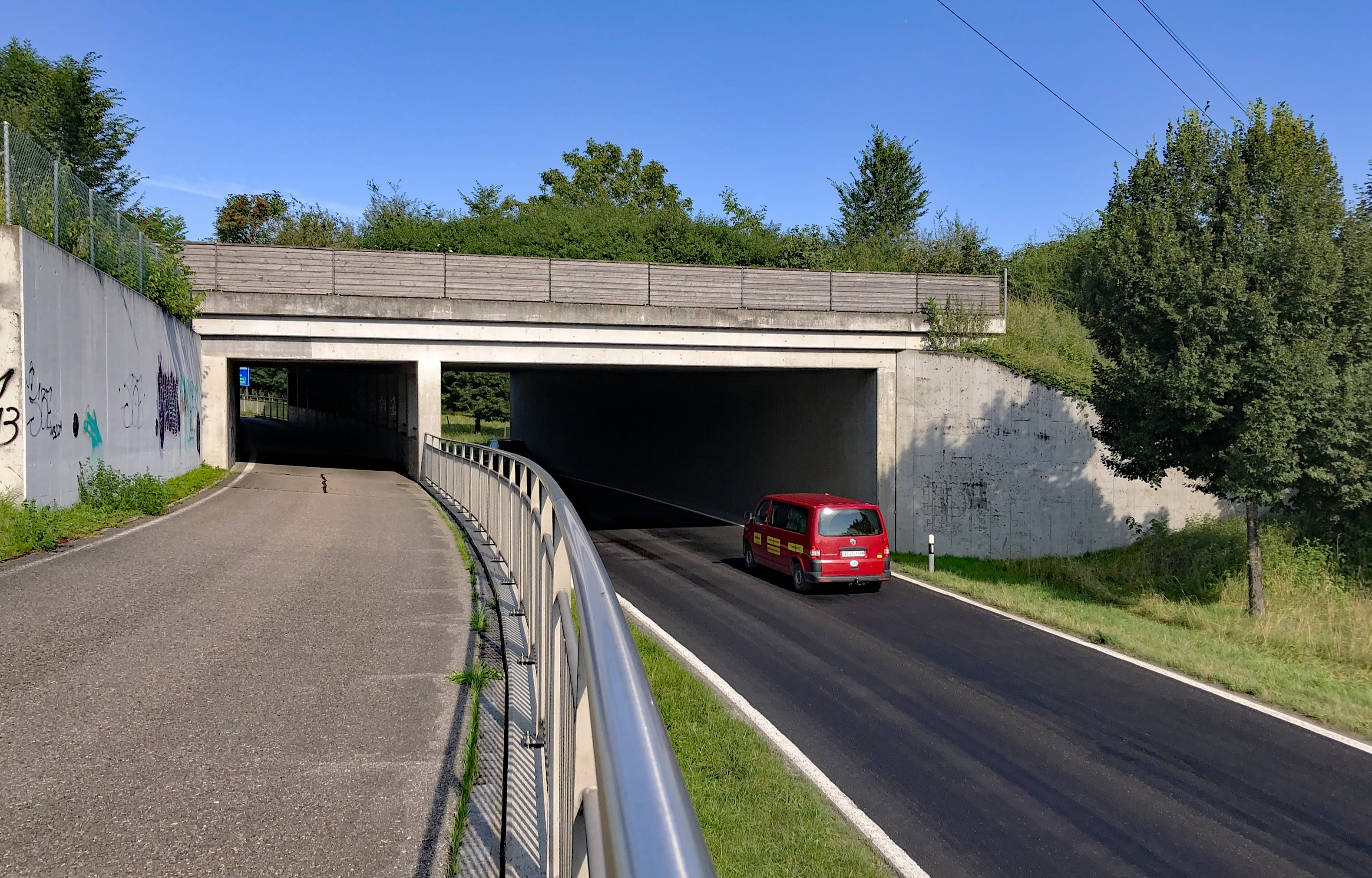
Grünbrücke Weiermatt

## Öffentlicher Verkehr
Die Hauptstrasse dient mehreren Busverbindungen:
- Linie 1 Gebenstorf – Würenlos (RVBW)
- Linie 7 Baden Bahnhof Ost – Birmenstorf (RVBW)
- Linie 357 Gebenstorf – Untersiggenthal – Villigen (Postauto)
- Linie 362 Brugg – Windisch – Mellingen Heitersberg (Postauto)

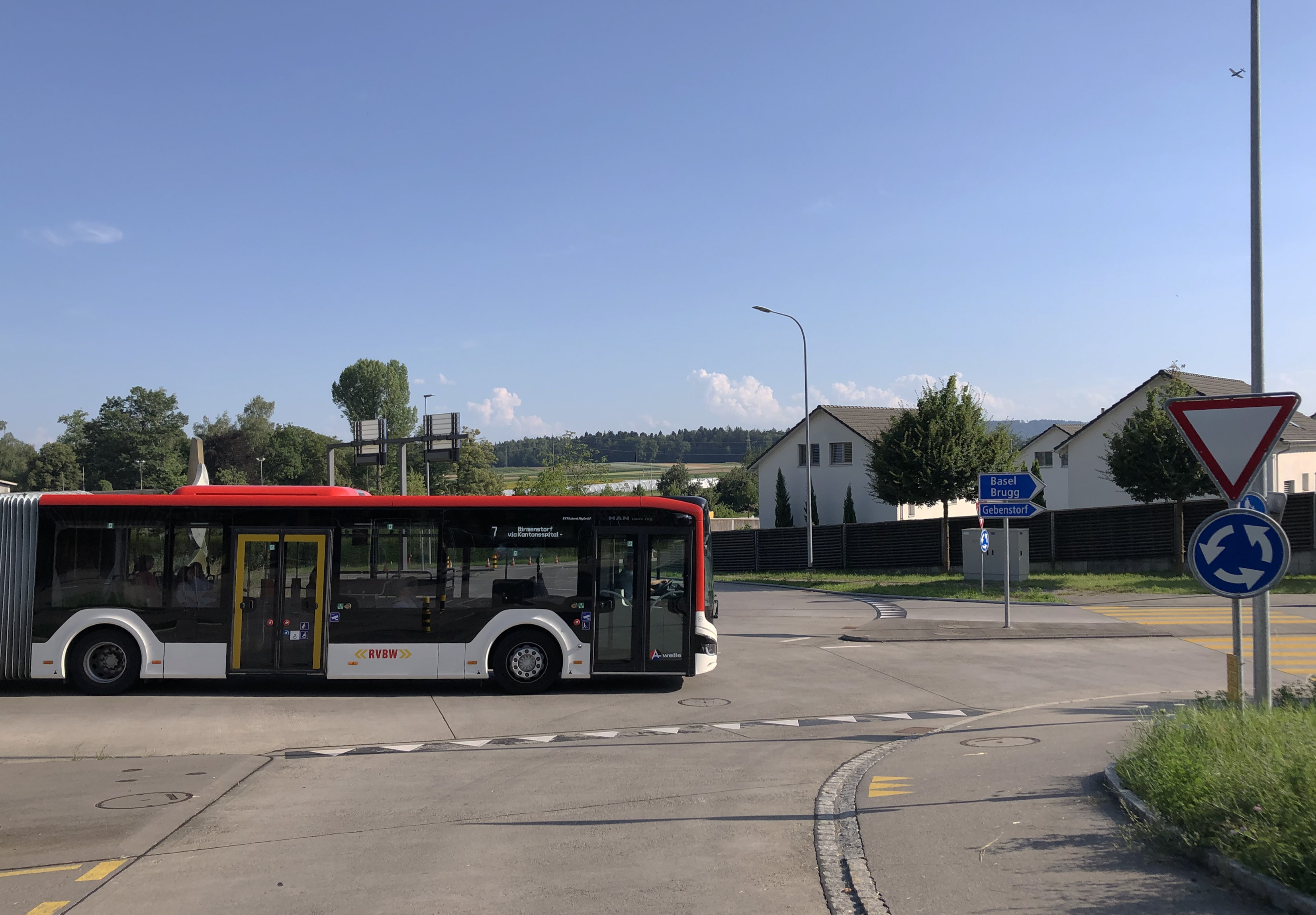
RVBW-Bus im Kreisel Chrüz in Birmenstorf